# Toyota Auto Body Queenseis
Maillots
Toyota Auto Body Queenseis est un club japonais de volley-ball fondé en 1951 et basé à Kariya, évoluant pour la saison 2019-2020 en V・Ligue Division 1. 

## Palmarès
- V.Challenge League
  - Vainqueur : 2006.
  - Finaliste : 2005.
- Coupe de l'impératrice
  - Vainqueur : 2008, 2017[2]
  - Finaliste : 2011.
- Tournoi de Kurowashiki
  - Vainqueur : 2014.
  - Finaliste : 2015.

## Résultats en Ligue
| Ligue               | Ligue        | Position  | Équipes | Matchs | Gagné | Perdu |
| ------------------- | ------------ | --------- | ------- | ------ | ----- | ----- |
| V.Challenge Ligue   | 3e (2000–01) | 6e        | 8       | 14     | 4     | 10    |
| V.Challenge Ligue   | 4e (2001–02) | 5e        | 7       | 12     | 4     | 8     |
| V.Challenge Ligue   | 5e (2002–03) | 5e        | 8       | 14     | 5     | 9     |
| V.Challenge Ligue   | 6e (2003–04) | 3e        | 7       | 12     | 8     | 4     |
| V.Challenge Ligue   | 7e (2004–05) | Finaliste | 8       | 14     | 11    | 3     |
| V.Challenge Ligue   | 8e (2005–06) | Champion  | 8       | 14     | 12    | 2     |
| V・Première         | 2006-07      | 10e       | 10      | 27     | 5     | 22    |
| V・Première         | 2007-08      | 7e        | 10      | 27     | 12    | 15    |
| V・Première         | 2008-09      | 5e        | 10      | 27     | 13    | 14    |
| V・Première         | 2009-10      | 7e        | 8       | 28     | 7     | 21    |
| V・Première         | 2010-11      | 5e        | 8       | 26     | 12    | 14    |
| V・Première         | 2011-12      | 7e        | 8       | 21     | 5     | 16    |
| V・Première         | 2012-13      | 5e        | 8       | 28     | 12    | 16    |
| V・Première         | 2013-14      | 4e        | 8       | 28     | 15    | 13    |
| V・Première         | 2014-15      | 8e        | 8       | 21     | 6     | 15    |
| V・Première         | 2015-16      | 5e        | 8       | 21     | 8     | 13    |
| V・Première         | 2016-17      | 5e        | 8       | 21     | 10    | 11    |
| V・Première         | 2017-18      | 3e        | 8       | 21     | 11    | 10    |
| V・Ligue Division 1 | 2018-19      | 4e        | 11      | 20     | 13    | 7     |
| V・Ligue Division 1 | 2019-20      | 5e        | 12      | 21     | 14    | 7     |

## Effectifs

### Saison 2020-2021
| No                         | Nom                        | Date de naissance          | Taille                         | Poids                          | Poste                          |
| -------------------------- | -------------------------- | -------------------------- | ------------------------------ | ------------------------------ | ------------------------------ |
| 1                          | Hinata Shigihar            | 25 février 2001            | 176                            | 63                             | Réceptionneuse-attaquante      |
| 2                          | Saki Inaba                 | 16 octobre 2001            | 176                            | 63                             | Réceptionneuse-attaquante      |
| 6                          | Nao Muranaga               | 26 décembre 1993           | 179                            | 66                             | Réceptionneuse-attaquante      |
| 8                          | Misato Sakakibara          | 14 novembre 1991           | 155                            | 56                             | Libero                         |
| 9                          | Ayano Tsuji                | 12 septembre 1996          | 184                            | 81                             | Réceptionneuse-attaquante      |
| 10                         | Kazane Kumai               | 23 juillet 1997            | 67                             | 65                             | Libero                         |
| 11                         | Erika Araki                | 3 août 1984                | 186                            | 79                             | Centrale                       |
| 12                         | Aya Watanabe               | 23 avril 1991              | 174                            | 66                             | Centrale                       |
| 13                         | Indre Sorokaite            | 2 juillet 1988             | 188                            | 84                             | Réceptionneuse-attaquante      |
| 14                         | Ayaka Matsumoto            | 26 décembre 1988           | 188                            | 70                             | Centrale                       |
| 15                         | Ayaka Sugi                 | 14 février 1996            | 178                            | 72                             | Centrale                       |
| 16                         | Kasumi Nakaya              | 8 octobre 1994             | 176                            | 69                             | Réceptionneuse-attaquante      |
| 17                         | Mioko Yabuta               | 1er décembre 1996          | 177                            |                                | Réceptionneuse-attaquante      |
| 18                         | Yuki Yamagami              | 6 mars 1995                | 171                            | 59                             | Passeuse                       |
| 19                         | Yukako Yasui               | 8 janvier 1999             | 167                            | 62                             | Libero                         |
| 20                         | Risako Yamagata            | 4 juillet 1995             | 169                            | 60                             | Passeuse                       |
|                            |                            |                            |                                |                                |                                |
| Encadrement technique      | Encadrement technique      |                            | Légende                        | Légende                        | Légende                        |
| Entraîneur : Haruya Indo   | Entraîneur : Haruya Indo   | Entraîneur : Haruya Indo   | : Capitaine                    | : Capitaine                    | : Capitaine                    |
| Entraîneur(s) adjoint(s) : | Entraîneur(s) adjoint(s) : | Entraîneur(s) adjoint(s) : | : Joueuse blessée actuellement | : Joueuse blessée actuellement | : Joueuse blessée actuellement |